# Сужа (Бурятія)
Сужа (рос. Сужа) — село Іволгинського району, Бурятії Росії. Входить до складу Сільського поселення Нижньоіволгинське.
Населення — 1887 осіб (2015 рік).